# Pere Codolar
Pere Codolar (Barcelona, 1721 - Oviedo, 1773), també conegut com a Antoni Codolar, fou un monjo benedictí, professor i tractadista musical.
Va entrar de novici a Montserrat l’any 1739 i treballà al col·legi benedictí de San Vicente d’Oviedo com a professor de teologia. Se sap que va prendre l’hàbit benedictí a Montserrat el 6 de febrer de 1739, professant vida monàstica l’any següent.
És conegut per haver escrit el manuscrit Examen Musical. Tot i conservar-se al monestir de Montserrat, se sap que va ser redactat al Monestir de San Xulián de Samos (Lugo) perquè el va dedicar als sants màrtirs Julián i Basilia, patrons d'aquell monestir. El manuscrit en qüestió tracta aspectes teòrics i pràctics de la música i consta de peces de compositors com Antoni Soler i Ramos i Anselm Viola i Valentí. Consta de 211 pàgines de text amb exemples musicals i de 20 pàgines amb algunes obres corals de l’autor i es divideix en vuit temes cadascun del qual consta de diferents preguntes sumant un total de 151. L'obra està pensada per fer-se en vuit dies d’examen.
Pere Codolar traspassà sent regent de teologia al col·legi benedictí de San Vicente d' Oviedo. A Montserrat van arribar notícies de la seva mort el 23 de gener de 1773 malgrat que es desconeix el dia concret de l'esdeveniment.